# インターナショナルジュニアヘビー級タッグ王座
インターナショナル・ジュニアヘビー級タッグ王座（インターナショナル・ジュニアヘビーきゅうタッグおうざ）は、天龍プロジェクトが管理・認定している王座。通称「IJタッグ王座（アイ・ジェー・タッグおうざ）」。

## 歴史
1996年、WARが創設。2月23日、WAR仙台市体育館大会で行われた初代王座決定タッグトーナメントに優勝したライオン・ハート&外道組が初代王者になった。
1999年6月20日、王者の安良岡裕二が引退により、空位となって事実上封印状態となる。
2006年7月、管理団体がDRAGONGATEに移って王座が復活。
2007年10月12日、DRAGONGATE後楽園ホール大会で王者の新井健一郎&岩佐拓組、オープン・ザ・ツインゲート暫定王者の土井成樹&吉野正人組との王座統一戦が行われて勝利したオープン・ザ・ツインゲート暫定王者の土井&吉野組が、インターナショナルジュニアヘビー級タッグ王座を吸収して王座名がオープン・ザ・ツインゲート統一タッグ王座になった。
2010年9月2日、管理団体が天龍プロジェクトに移って王座が復活。
2015年11月15日、天龍プロジェクトの活動終了により封印。
2021年3月5日、天龍プロジェクトの活動再開して王座が復活。

## 歴代王者
| 歴代             | 王者                   | 王者                        | 戴冠回数 | 防衛回数 | 獲得日          | 獲得場所 備考（対戦相手）                         |
| WAR              | WAR                    | WAR                         | WAR      | WAR      | WAR             | WAR                                               |
| ---------------- | ---------------------- | --------------------------- | -------- | -------- | --------------- | ------------------------------------------------- |
| 初代             | ライオン・ハート       | 外道                        | 1        | 0        | 1996年02月23日  | 仙台市体育館 （ランス・ストーム&安良岡裕二）      |
| 第2代            | ランス・ストーム       | 安良岡裕二                  | 1        | 1        | 1996年03月27日  | 中村スポーツセンター                              |
| 第3代            | 獣神サンダー・ライガー | エル・サムライ              | 1        | 0        | 1996年07月20日  | 両国国技館                                        |
| 第4代            | ランス・ストーム       | 安良岡裕二                  | 2        | 1        | 1996年11月09日  | 後楽園ホール                                      |
| 第5代            | 望月成晃               | 超電戦士バトレンジャー      | 1        | 1        | 1997年02月12日  | 豊橋市総合体育館                                  |
| 第6代            | 青柳政司               | 極悪海坊主                  | 1        | 0        | 1997年05月31日  | メッセウイング・みえ                              |
| 第7代            | 安良岡裕二             | 石井智宏                    | 1        | 0        | 1997年10月12日  | 八王子マルチパーパスプラザ 王座返上               |
| 第8代            | 福田雅一               | 小坪弘良                    | 1        | 0        | 1997年11月24日  | 横浜文化体育館 （安良岡裕二&石井智宏）、王座返上  |
| 第9代            | 大谷晋二郎             | 高岩竜一                    | 1        | 0        | 1998年12月11日  | 駒沢オリンピック公園体育館 （折原昌夫&望月成晃）  |
| 第10代           | 安良岡裕二             | 石井智宏                    | 2        | 0        | 1999年03月01日  | 後楽園ホール 王座返上                             |
| DRAGONGATE       |                        |                             |          |          |                 |                                                   |
| 第11代           | 望月成晃               | ドン・フジイ                | 1        | 2        | 2006年08月06日  | 名古屋国際会議場 （Gamma&Dr.マッスル）            |
| 第12代           | 邪道                   | 外道                        | 1        | 2        | 2007年01月07日  | 後楽園ホール                                      |
| 第13代           | 斎藤了                 | 横須賀享                    | 1        | 1        | 2007年07月01日  | ワールド記念ホール                                |
| 第14代           | 新井健一郎             | 岩佐拓                      | 1        | 0        | 2007年09月22日  | 大田区体育館 オープン・ザ・ツインゲート王座と統合 |
| 天龍プロジェクト |                        |                             |          |          |                 |                                                   |
| 第15代           | 折原昌夫               | ブラック・タイガー（5代目） | 1        | 0        | 2010年09月29日  | 新宿FACE （円華&忍）                              |
| 第16代           | 中嶋勝彦               | 梶原慧                      | 1        | 2        | 2012年07月27日  | 後楽園ホール                                      |
| 第17代           | 折原昌夫               | HIROKI                      | 1        | 0        | 2013年04月19日  | 富山産業展示館 王座返上                           |
| 第18代           | 空牙                   | ガメラス                    | 1        | 1        | 2014年10月07日  | 新木場1stRING （ヤス久保田&ヒデ久保田）、王座封印 |
| 第19代           | 新井健一郎             | 翔太                        | 1        | 2        | 2021年06月23日  | 新木場1stRING （矢野啓太&TORU）                   |
| 第20代           | 佐藤光留               | 矢野啓太                    | 1        | 2        | 2021年09月29日  | 新木場1stRING                                     |
| 第21代           | 谷嵜なおき             | 児玉裕輔                    | 1        | 1        | 2022年05月20日  | 新木場1stRING                                     |
| 第22代           | 新井健一郎             | レイパロマ                  | 1        | 0        | 2022年12月11日  | 新木場1stRING                                     |
| 第23代           | 椎葉おうじ             | 仁木琢郎                    | 1        | 2        | 2023年03月26日  | 新木場1stRING                                     |
| 第24代           | 進祐哉                 | 矢野啓太                    | 1        | 2        | 2023年08月16日  | 新木場1stRING                                     |
| 第25代           | 谷嵜なおき             | 児玉裕輔                    | 2        | 1        | 2024年02月19日  | 新木場1stRING                                     |
| 第26代           | 進祐哉                 | 拳剛                        | 1        |          | 2024年010月15日 | 新木場1stRING                                     |